# Clare Weiskopf
Clare Weiskopf és una directora, productora, guionista i periodista colombiana d'origen britànic, guanyadora en dues ocasions del Premi Nacional de Periodisme Simón Bolívar per la seva labor en el programa de televisió Especiales Pirry. Ha dirigit dos llargmetratges, els documentals Amazona (2017) i Homo Botanicus (2019).

## Carrera
Al costat del seu equip de treball en el programa de televisió Especiales Pirry, Weiskopf va obtenir el seu primer Premi de Periodisme Simón Bolívar l'any 2009 amb el reportatge Paramilitarismo en Colombia: los años en que vendimos el alma. Dos anys després va guanyar el seu segon guardó per Becerro: verdugo de Bojayá.
En 2012 es va exercir com a directora general de la sèrie documental Crónicas del fin del mundo, transmesa pel canal RCN. Anys després va debutar com a directora de cinema amb el documental Amazona, en el qual relata la història de la seva mare, Valeria Meikle, i el seu viatge a la Amazònia colombiana després de la defunció d'una de les seves filles. En 2019 es va estrenar el documental Homo Botanicus, dirigit per Guillermo Quintero i produït per Weiskopf.

## Filmografia
Com a directora
- 2017 - Amazona

Com a guionista
- 2019 - Limbo

Com a productora
- 2019 - Homo Botanicus